# Silk Road Mountain Race

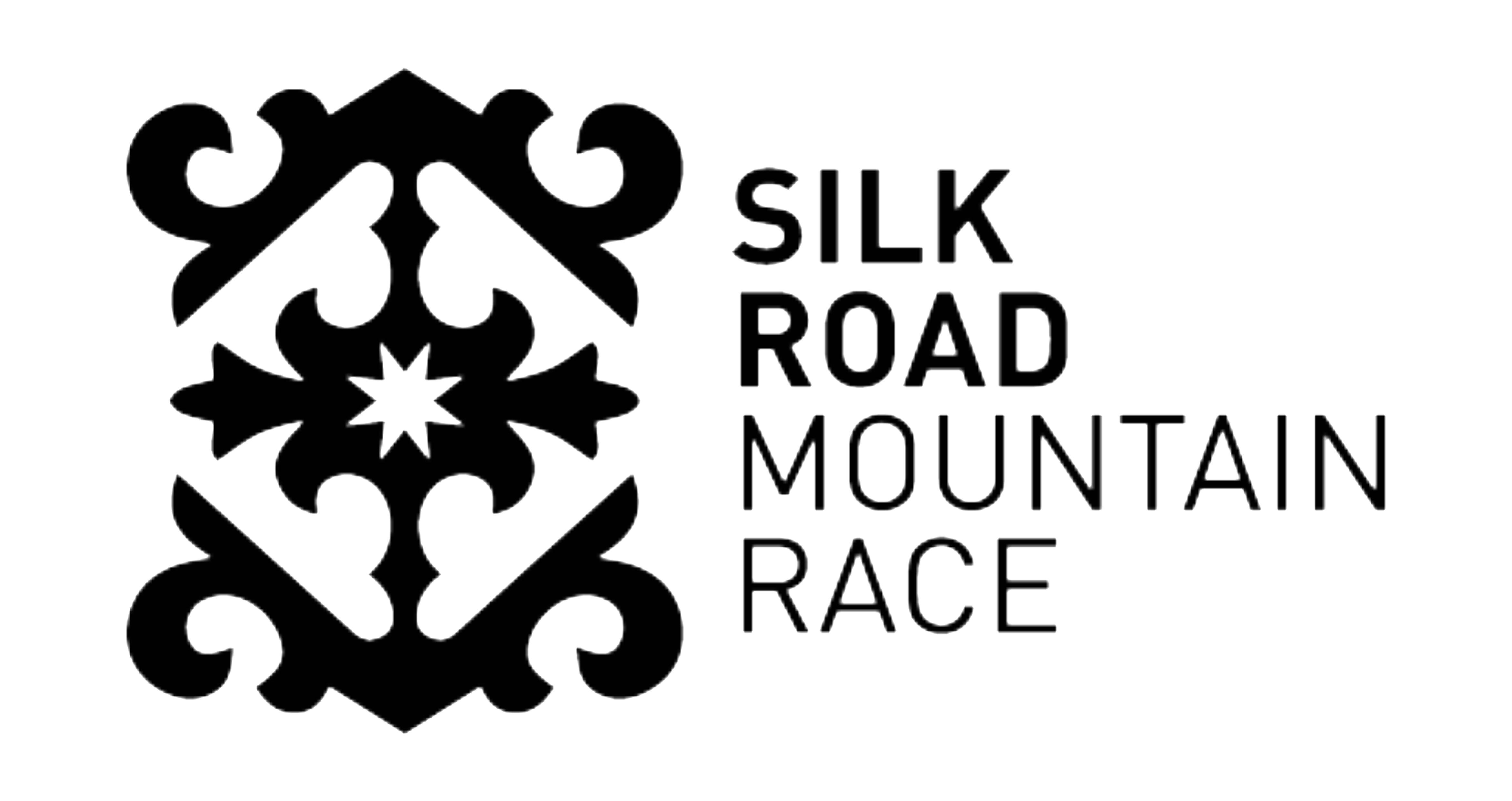

Das Silk Road Mountain Race (kurz: SRMR, deutsch: Seidenstraßen-Bergrennen) ist ein Radmarathon, der seit 2018 jährlich in Kirgisistan ausgetragen wird. Auf Grund der schwierigen Wetterbedingungen, der großen Höhenunterschiede und der Tatsache, dass die Fahrer während des mehrtägigen Rennens nahezu vollständig auf sich allein gestellt sind, gilt das SRMR als eines der härtesten Fahrradrennen der Welt.

## Geschichte
Initiator und Organisator des Rennens in Kirgisistan ist der Brite Nelson Trees, der selbst im Extremradsport aktiv ist. Trees hatte 2013 an einem Langstreckenrennen von Shanghai nach Paris teilgenommen, wobei er auch Kirgisistan durchquerte. Die Eindrücke aus dieser Zeit inspirierten ihn zur Planung eines Rennes in Kirgisistan, die 2018 zur ersten Austragung des Rennens führte.

## Bedingungen

### Streckenführung

Blick auf Tscholponata, Zielort der Ausgabe 2019

Die Streckenführung unterschied sich bei den beiden Austragungen in den Jahren 2018 und 2019 geringfügig. In beiden Fällen hatte die Strecke eine Länge von circa 1.700 Kilometern. Bei der Austragung 2018 wurden 26.000 Höhenmeter bewältigt, 2019 waren es 31.000 Meter. Dabei wurden vor allem alte Straßen aus Zeiten der Sowjetunion genutzt, die bislang kaum oder gar nicht für den Radsport genutzt wurden. Zudem gab es Passagen, in denen die Teilnehmer das Rad tragen mussten, beispielsweise, um Flüsse zu durchqueren.
Das Rennen im Jahr 2019 begann am 17. August in der kirgisischen Hauptstadt Bischkek und endete in Tscholponata am Ufer des Bergsees Yssyk-Köl östlich von Bischkek. Auf der Strecke gab es drei Kontrollpunkte, die alle Fahrer anzufahren hatten. Am 31. August 2019 fand am Yssyk-Köl eine Abschlussfeier statt, alle Fahrer, die bis dahin den Zielort erreicht hatten, wurden als erfolgreiche Absolventen des Rennens geehrt.

### Wetter
Insbesondere die extrem wechselhaften Wetterbedingungen während des Rennens stellen eine große Herausforderung für die Teilnehmer dar. Während im August in weniger hoch gelegenen Gebieten Kirgisistans sehr hohe Temperaturen erreicht werden, herrschen in den gebirgigen Passagen auf bis zu 4000 Metern Höhe winterliche Bedingungen.

### Versorgung
Für Versorgung und Schlafmöglichkeiten müssen die Teilnehmer selbst Sorge tragen. Begleitfahrzeuge sind während des Rennens nicht im Einsatz.

### Sicherheit
Als Sicherheitsmaßnahme sind alle Fahrer mit einem GPS-Sender ausgestattet, der ihre Ortung und im Notfall eine Rettung ermöglicht.

## Teilnehmer
Die Teilnahme am Silk Road Mountain Race ist sowohl als Einzelfahrer als auch im Zweierteam möglich. Beim Rennen 2018 nahmen gut 100 Radsportler teil. Darunter waren auch Journalisten und Beobachter, die das Rennen auf dem Rad begleiteten.
2019 gingen 135 Teilnehmer an den Start, von denen 71 das Ziel erreichten.
2023 sind 147 Teilnehmer gestartet, wovon 88 das Ziel erreicht haben. Schnellster Deutscher war Sebastian Breuer. Er kam mit 7 Tagen, 14 Stunden und 4 Minuten auf Platz 5.

## Sieger
- 2018:  Jay Petervary in 8 Tagen, 8 Stunden und 15 Minuten[7]
- 2019:  Jacub Sliacan in 7 Tagen, 6 Stunden und 46 Minuten[8]
- 2021:  Sofiane Sehili in 8 Tagen, 14 Stunden und 35 Minuten[9]
- 2022:  Sofiane Sehili in 7 Tagen, 5 Stunden und 6 Minuten[10]
- 2023:  Sofiane Sehili in 6 Tagen, 16 Stunden und 47 Minuten[11]
- 2024:  Joe Nation in 6 Tagen, 18 Stunden und 10 Minuten[12]